# Avenida Federico Lacroze
La avenida Federico Lacroze es una concurrida arteria vial de la Ciudad de Buenos Aires, Argentina. Une la Avenida del Libertador con el Cementerio de la Chacarita.
Su nombre rinde homenaje a Federico Lacroze, empresario argentino de la primera empresa de tranvías del país.

## Historia

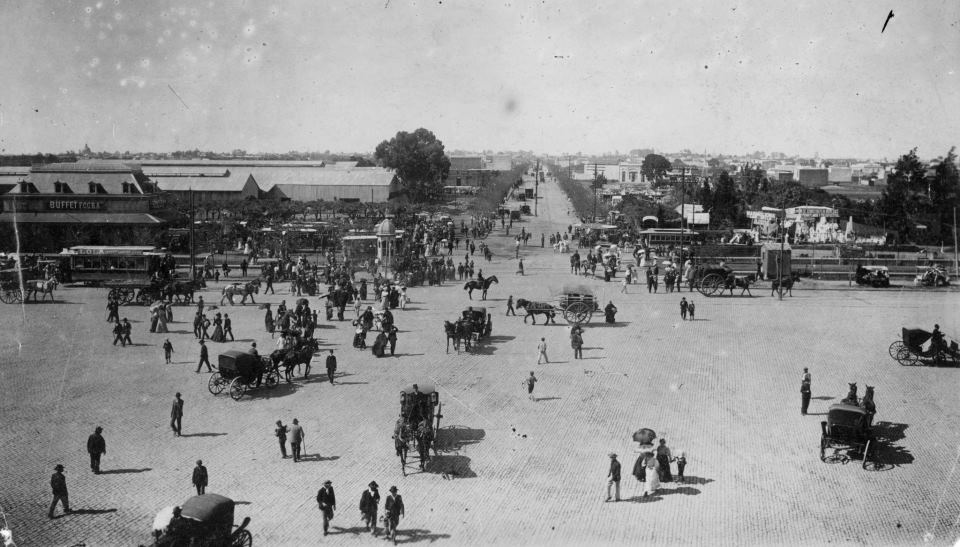
Perspectiva de la Av. Lacroze desde Chacarita al norte. (Foto: AGN)

Antiguamente se la llamó "Colegiales", en referencia al colegio y la capilla que los jesuitas tenían cerca de lo que hoy es el Cementerio de la Chacarita. Más tarde se la denominó "Primera Colegiales" para individualizarla de las calles paralelas a ella del lado norte, o sea, "Segunda Colegiales" (actual Teodoro García), hasta "Décimo segunda Colegiales" (actual José Hernández).
El actual nombre corresponde a una ordenanza del 9 de junio de 1908, y hace referencia al industrial y empresario Federico Lacroze, pionero de los transportes de pasajeros en la ciudad de Buenos Aires quien junto con su hermano Julio crearon en 1886 el Tramway Rural de Buenos Aires, lo que actualmente es el Ferrocarril Urquiza.

## Recorrido
Nace en la Avenida del Libertador 5102, a la altura de Plaza República de Bolivia, en la zona de Palermo. Corre en dirección sudoeste, siempre entre sus calles paralelas Teodoro García y Olleros. El sentido de circulación en este primer tramo es descendente, o sea, hacia el norte.
A lo largo de su trayecto llaman la atención la gran cantidad de árboles de jacarandá, de antigua data.
Luego de cruzar la Avenida Cabildo ingresa al barrio de Colegiales, haciéndose doble mano. A la altura de la calle Amenábar, un viaducto, inaugurado el 10 de octubre de 2013 y que reemplazó el paso a nivel, cruza por debajo de las vías del Ferrocarril Mitre, a metros de la estación Colegiales. Cuenta con cuatro carriles (dos de cada mano) y una altura de 4,30 metros. En la parte superior existe solo el cruce peatonal por dos túneles realizados al efecto. Al salir al nivel de la superficie se encuentra con la calle Conesa, a escasos metros del Sanatorio Colegiales.
Unas cuadras adelante corta a la Avenida Álvarez Thomas, y así llega al barrio de Chacarita. En  la esquina norte de este cruce se encuentra el Teatro Vorterix
Termina a escasos metros del fin de la Avenida Corrientes y en inmediaciones del Cementerio de Chacarita y de las estaciones Federico Lacroze, del Ferrocarril Urquiza, y la del mismo nombre del Subte B.
En 2018 se inauguró, a escasos metros del fin de la avenida, el empalme del alargue de la avenida Triunvirato.

## Cruces Importantes
A continuación, se presenta un mapa esquemático de las principales intersecciones de esta avenida.
| CONTgq | TEEa | CONTfq |

| STRq | KRZ | STRq |

|  | STR |

| RMq | RMKRZ | RMq |

|  | RM |

| BAHN | RMu + RGq |  |

| STRq | RMKRZ | CONTfq |

|  | RM |

| RMq | RMKRZ | RMq |

| CONTgq | RMKRZ | STRq |

|  | RM |

| STRq | RMKRZ | CONTfq |

| RMq | RMTEEeq |  |

| CONTgq | TEEe | CONTfq |

|  | CHURCH |

## Galería de imágenes
|  |  |  |